# Internationale Schweizer Eishockeymeisterschaft 1923/24
Die Saison 1923/24 war die neunte reguläre Austragung der Internationalen Schweizer Eishockeymeisterschaft. Meister wurde der HC Château-d’Oex.

## Hauptrunde

### Serie Ost
5. Januar 1924 in St. Moritz
- EHC St. Moritz – HC Davos 2:1

Da der EHC St. Moritz nicht am Final teilnehmen konnte, qualifizierte sich der HC Davos für den Meisterschaftsfinal.

### Serie West

#### Gruppe 1
| Pl. | Team               | Sp. | S | U | N | Pkt. |
| --- | ------------------ | --- | - | - | - | ---- |
| 1.  | HC Bellerive Vevey | 2   | 2 | 0 | 0 | 4    |
| 2.  | Villars HC         | 2   | 1 | 0 | 1 | 2    |
| 3.  | Genève-Servette HC | 2   | 0 | 0 | 2 | 0    |

#### Gruppe 2
| Pl. | Team             | Sp. | S | U | N | Pkt. |
| --- | ---------------- | --- | - | - | - | ---- |
| 1.  | HC Château-d’Oex | 2   | 2 | 0 | 0 | 4    |
| 2.  | HC Rosey Gstaad  | 2   | 1 | 0 | 1 | 2    |
| 3.  | HC Lausanne      | 2   | 0 | 0 | 2 | 0    |

#### Final West
- HC Château-d’Oex – HC Bellerive Vevey 4:2

## Meisterschaftsfinal
20. Januar 1924 in Gstaad
- HC Château-d’Oex – HC Davos 3:2